# Peter Berggren (filmare)
Peter Olov Erik Berggren, född 12 april 1942 i Västerås, död 8 december 2022 i Barrington, var en svensk dokumentärfilmare, scenograf och musiker.

## Biografi
Peter Berggren föddes och växte upp i Västerås och tog studenten där 1963. På 1970-talet gjorde han flera filmer för Sveriges Television. Han flyttade till Los Angeles i USA 1978 för att undervisa universitetsstudenter om svensk film. Han var därefter bosatt i Chicago men hade också en bostad i Stockholm och kom ofta till Sverige.

## Produktion (urval)
Peter Berggren har främst gjort sig känd för filmer om musiker och tonsättare:
- 1970-talet: TV-filmer om musik, bland annat Terry Riley, Allan Pettersson och Alternativfestivalen.[6]
- 1970- och 1980-talen: Flera filmer om och med kompositören Allan Pettersson och hans verk.[7]
- 1990-talet: Flera filmer med dirigenten Esa-Pekka Salonen och Los Angeles Philharmonic.[8][9]
- 1991: TV-filmen Sånger under stjärnorna tillsammans med Ture Rangström.[4]
- 2003–2006: En reportage om trombonisten och kompositören Christian Lindberg och framväxten av verket Chick’a’Bone Checkout.[10][11]
- 2017: Det nya livet: Historien om Fria Proteatern. För Sveriges Television.[4][5][12]

## Teater

### Scenografi
| År   | Produktion                                                 | Upphovsmän                                                | Regi            | Teater                   | Noter |
| ---- | ---------------------------------------------------------- | --------------------------------------------------------- | --------------- | ------------------------ | ----- |
| 1963 | Biedermann och pyromanerna Biedermann und die Brandstifter | Max Frisch                                                | Ingegerd Aschan | Västerås läroverksteater |       |
| 1964 | Greppet The Knack                                          | Ann Jellicoe Översättning Sigbrit Lång och Carl-Olof Lång | Bo Swedberg     | Helsingborgs stadsteater |       |

## Utmärkelser
- 1994: Guldantennen, Sveriges Televisions pris för independentfilm.[4]
- 1997: Statlig inkomstgaranti för konstnärer.[14]